# Танк

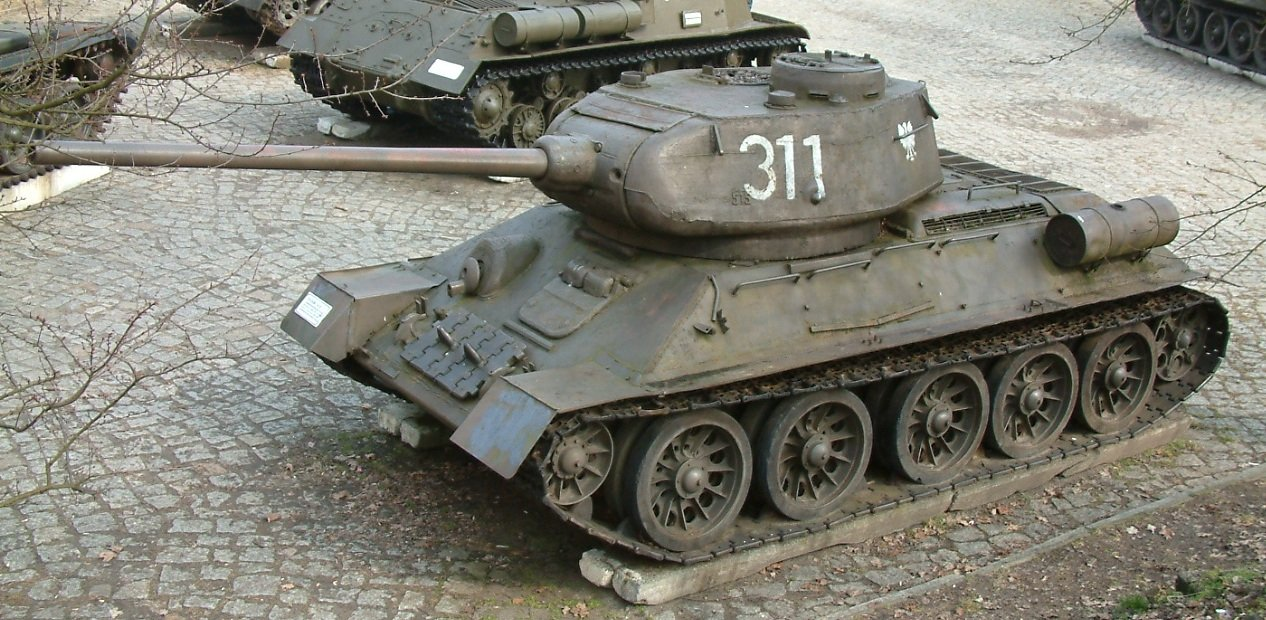
Танк Т-34-85, СССР, 1944

Танк (англ. tank) — бронированная боевая машина, чаще всего на гусеничном ходу, как правило, с пушечным и дополнительным пулемётным вооружением, обычно установленным во вращающейся полноповоротной башне, предназначенным, в основном, для стрельбы прямой наводкой.
На ранних стадиях развития танкостроения иногда выпускали танки с исключительно пулемётным вооружением, а после Второй мировой войны проводились эксперименты по созданию танков с ракетным вооружением в качестве основного. Известны варианты танков с огнемётным вооружением. Определения танка как боевой машины были разными в разных армиях, так как назначение и способы их применения в разные эпохи менялись.
Танки времён Первой мировой войны могут быть даже не узнаваемы, по сравнению с их современными наследниками (например, Сен-Шамон), или же, например, рядом специалистов шведская машина Strv-103 классифицируется не как танк, а как истребитель танков. Тяжёлый штурмовой танк Tortoise (A39), хотя и назывался танком, не имел поворотной башни и поэтому некоторыми специалистами относится к сверхтяжёлым САУ. Некоторые гусеничные боевые бронированные машины (например, Тип 94), которые в советской литературе именовали «малыми танками», в западной литературе называют танкетками. В профессиональной литературе СССР и в настоящее время в России танкетками называются лёгкие бронированные гусеничные боевые машины без башни, обычно с 1-2 пулемётами. Первоначально танкетки предназначались для поддержки пехоты, но из-за слабого вооружения и бронирования использовались, в основном, для разведки, охранения и др.
Основное отличие современного танка от других боевых машин с пушечным вооружением — возможность быстро переносить огонь в широких пределах горизонтальных углов. В подавляющем большинстве такая возможность реализована за счёт установки пушки в полноповоротной башне. Хотя есть немногочисленные исключения. Самоходная артиллерийская установка (САУ) может быть схожа с танком конструктивно, но предназначена для решения других задач: уничтожения техники противника из засад, или огневой поддержки войск с закрытой огневой позиции, поэтому САУ имеет некоторые отличия, прежде всего, это касается превосходства огневой мощи над защищённостью.
Разделение боевых машин танковых войск на танки и «специализированные боевые машины» возникло из-за необходимости выделения последних в специальные подразделения в соответствии с военной доктриной. Например, во время Второй мировой войны американской армией применялась доктрина генерала Макнейра, возлагавшая борьбу с танками противника на «истребители танков» (M10 Wolverine, M18 Hellcat и др.), — как там названы боевые машины, конструктивно аналогичные лёгким или средним танкам с эффективным противотанковым вооружением, тогда как собственно танки предназначались для поддержки пехоты в бою. В советской же литературе те машины именовались противотанковыми САУ.

## Происхождение названия
В «Ниве» были недавно помещены изображения изобретённого английскими военными инженерами гигантского бронированного автомобиля. Бесстрашный и неуязвимый, устремляется он всей своей громадой в самую кипень боя, под снаряды и пули, свободно берёт вражьи окопы, как пустое, незначащее препятствие, и, посеяв вокруг себя разрушение и смерть, преспокойно возвращается в свой полк. Английские солдаты назвали этого своего нового боевого товарища «лоханью» («tank» — «тэнк»).

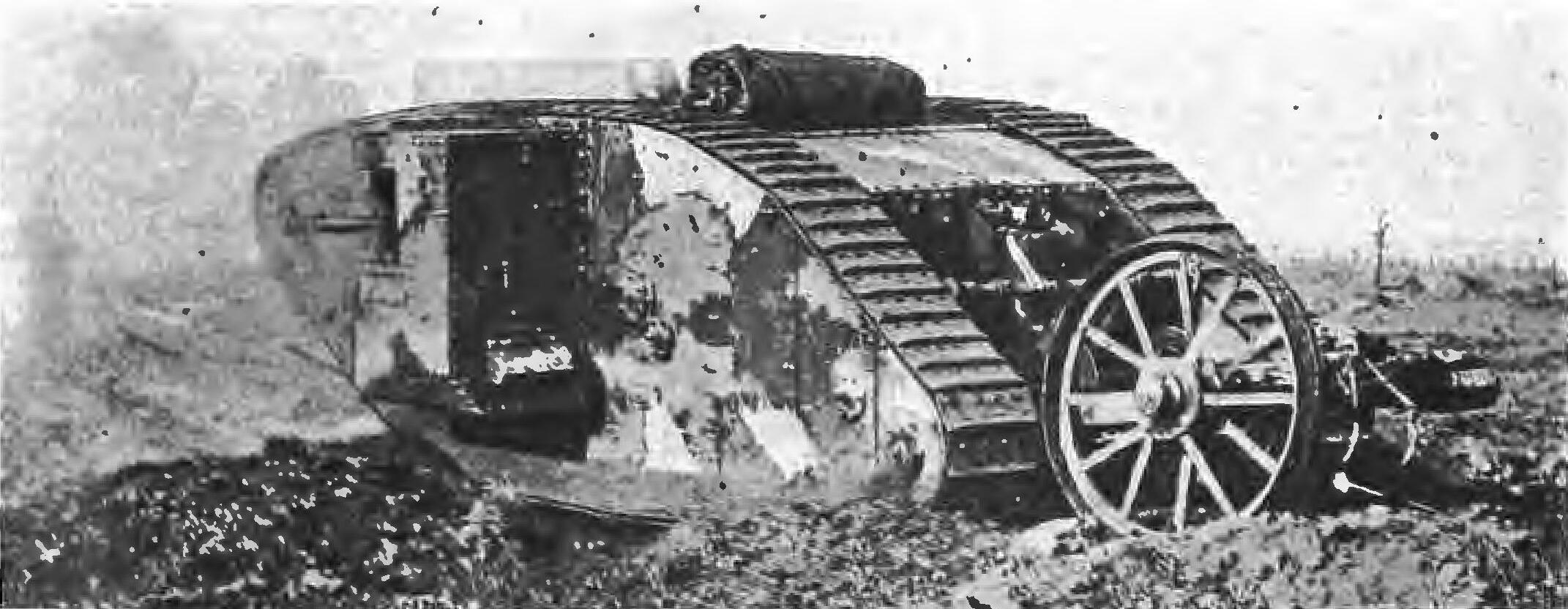
В «Ниве» были недавно помещены изображения изобретённого английскими военными инженерами гигантского бронированного автомобиля. Бесстрашный и неуязвимый, устремляется он всей своей громадой в самую кипень боя, под снаряды и пули, свободно берёт вражьи окопы, как пустое, незначащее препятствие, и, посеяв вокруг себя разрушение и смерть, преспокойно возвращается в свой полк. Английские солдаты назвали этого своего нового боевого товарища «лоханью» («tank» — «тэнк»). (Журнал «Нива», № 4 за 1917 год)

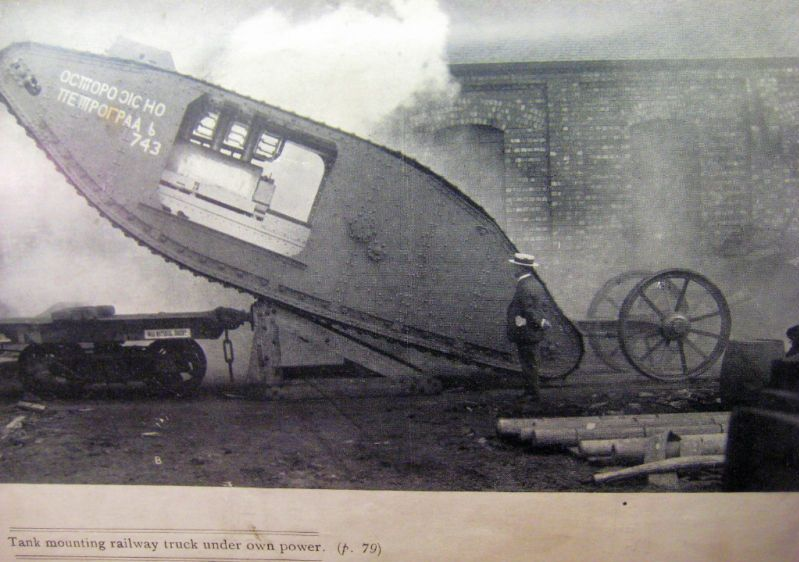
Фотография одного из первых танков Mk I,
с надписью кириллицей «Осторожно. Петроград».

Слово «танк» происходит от английского слова tank (то есть «бак» или «цистерна», «резервуар»). Происхождение названия связано с целью дезинформации агентов противника, следивших за перевозками войск и вооружения по железной дороге. При отправке на фронт первых танков британская контрразведка пустила слух, что царским правительством заказана партия топливных цистерн в Англии. И танки отправились по железной дороге под видом цистерн — благо, гигантские размеры и форма первых танков вполне соответствовали этой версии. На них англичане даже написали по-русски «Осторожно. Петроград». Название прижилось.
В России название новой боевой машины первоначально либо попросту транслитерировали (как и многие другие образцы военной техники иностранного происхождения), либо называли на русский манер — «лохань» (ещё один вариант перевода слова «tank»). Впоследствии в большинстве языков мира прижился именно транслитерированный вариант перевода, а с ним слово «танк» получило современный смысл как вид боевой машины. В немецкой же армии за ним закрепилось другое название — Panzerkampfwagen (панцэркампфваген — бронированная боевая повозка) или просто Panzer — панцер, в аббревиатуре — Pz Kpfw или Pz. У французов — фр. Char de Bataille (шар де бата́й — повозка боевая), на жаргоне военных просто «шар». Итальянцы употребляли термин итал. Carro armato (карро армато — повозка вооружённая), шведы — Stridsvagn (стридсвагн — боевая повозка), поляки — czołg (чолг — повозка).

## Классификация танков
В настоящее время танки принято делить по функциональному предназначению на две группы:
- Основные танки (англ. main battle tank, MBT) — танки, предназначенные для решения основных боевых задач. Они сочетают высокую подвижность, защищённость и огневую мощь[11].
- Специальные танки — танки, предназначенные для решения специальных боевых задач (например легкие плавающие)[11].

В британской, американской и французской военной науке, в силу специфики национальных вооружённых сил, танки было принято классифицировать по роду войск, к которому они придавались как средство усиления, на:
- Кавалерийские (быстроходные в основном с легким вооружением);
- Пехотные (тихоходные, с усиленным бронированием и пулемётным и пушечным вооружением);
- Артиллерийские (с усиленным пушечным вооружением)[11].

Указанная типология проецировалась ими на советские, германские и японские танки, которые имели другую классификацию в своих странах. С развитием танковых войск она сохранилась ещё на десятилетия.
С экспериментами межвоенного периода в направлении создания «сухопутных броненосцев» и «истребителей танков», танки стали классифицироваться по количеству башен:
- Башенные (классической компоновки);
- Безбашенные;
- Двухбашенные;
- Многобашенные.

В межвоенный период появился универсальный способ классификации танков в зависимости от их весовой категории. По массе танки разделялись на:
- Лёгкие. Сюда входят все танки, предназначенные для решения специальных задач: массовая поддержка пехоты, возможность авиатранспортировки по воздуху, разведка, и др. Как правило, они отличались от средних и тяжёлых танков меньшей защищённостью (лёгкая броня, часто на основе алюминиевых сплавов), часто (но не всегда) более слабым вооружением;
- Средние. Универсальные боевые машины, с умеренной бронёй и вооружением:
- Тяжёлые. Хорошо защищённая техника (танки прорыва), с мощным вооружением и бронированием;

В послевоенный период, с появлением боевых машин пехоты (БМП) и других типов лёгкой бронетехники, которые фактически взяли на себя функции лёгких танков, а также с постепенным переходом танков в весовую категорию «массой 40 тонн +», формулировки «лёгкий» и «средний» танк постепенно почти исчезли из употребления.
С развитием возможностей военно-транспортной авиации (ВТА) и увеличением грузоподъёмности самолётов ВТА, и появлением универсальных десантных кораблей, что стало стимулом к развитию теории боевого применения танков в воздушных и морских десантных операциях, теоретически танки стали подразделять по способу вывода на поле боя:
- Десантные (или авиадесантные) танки воздушно-десантных и десантно-штурмовых войск, предназначенные для десантирования парашютным способом (на практике классифицируются как легкие аэромобильные или легкие аэротранспортабельные. В СССР и России их роль выполняли и выполняют БМД);
- Плавающие (или амфибийные) танки морской пехоты для десантирования методом приводнения с аппарели десантных кораблей и плавающие танки сухопутных войск для форсирования рек и других водных преград на сухопутном театре военных действий.

В последнее время идёт неявное возрождение пулемётных танков в виде боевой машины поддержки танков (БМПТ), сделанной на основе танка и предназначенной для борьбы с гранатомётчиками, расположившимися на верхних этажах зданий, вертолётами, пехотой и лёгкими машинами, с ПТУР и тому подобное.
В годы Холодной войны конструкторы бронетехники активно экспериментировали с различными перспективными на тот момент образцами тяжёлой бронетехники, отличавшимися от предвоенных танков по многим параметрам. В зависимости от наличия и отсутствия башни, конфигурации и расположения вооружения, западные историки танкостроения (Огоркевич и Уилльямс) различают следующие послевоенные разновидности танков, большинство из которых (безбашенная компоновка с доворачивающейся пушкой и безбашенная компоновка с внешнерасположенной пушкой) не вышло за пределы экспериментов, хотя некоторые (с качающейся башней AMX-13 и безбашенный с неподвижной пушкой Strv 103) были приняты на вооружение некоторых зарубежных стран:
|                         |                                             |                                                  |                                                     |                  |
| традиционная компоновка | безбашенная компоновка с неподвижной пушкой | безбашенная компоновка с доворачивающейся пушкой | безбашенная компоновка с внешнерасположенной пушкой | качающаяся башня |

## История развития конструкции и боевого применения танков

### Появление танков
Своим появлением танки обязаны Первой мировой войне. После относительно краткого начального манёвренного этапа боевых действий на фронтах установилось равновесие (т. н. «окопная война»). Глубоко эшелонированные линии обороны противников было сложно прорвать. Обычный способ подготовить наступление и вклиниться в оборону противника состоял в массированном использовании артиллерии для разрушения оборонительных сооружений и уничтожения живой силы с последующим вводом в прорыв своих войск. Однако выяснилось, что по перепаханному взрывами, с разрушенными дорогами, перекрываемому к тому же перекрёстным огнём с флангов участку «чистого» прорыва не удаётся ввести войска достаточно быстро, к тому же противник по действующим железнодорожным и грунтовым дорогам в глубине своей обороны успевал подтягивать резервы и блокировать прорыв. Также развитие прорыва затруднялось сложностью снабжения через линию фронта.
Танки,

бывшие когда-то предметом насмешек,

стали теперь грозным оружием.

Надвигаясь длинной цепью,

закованные в броню,

они кажутся нам самым

наглядным воплощением ужасов войны.
…
Ещё одним фактором, превращавшим манёвренную войну в позиционную, являлось то, что даже длительная артподготовка не могла полностью уничтожить все проволочные заграждения и пулемётные гнёзда, которые затем сильно сковывали действия пехоты. Бронепоезда зависели от железнодорожных путей. В результате возникла мысль о принципиально новом самоходном боевом средстве с высокой проходимостью (добиться которой можно было только с помощью гусеничного шасси), большой огневой мощью и хорошей защищённостью (хотя бы против пулемётного и винтовочного огня). Такое средство могло бы с высокой скоростью преодолевать линию фронта и вклиниваться в глубину обороны противника, осуществляя, по крайней мере, тактические обходы.
Решение о постройке танков было принято в 1915 году практически одновременно в Великобритании, Франции и России.

### В Великобритании
Окончательно первая английская модель танка была готова в 1916 году, когда прошли испытания, и первый заказ на 100 машин поступил в производство. Это был танк Mark I — довольно несовершенная боевая машина, выпускавшаяся в двух модификациях — «самец» (с пушечным вооружением в боковых спонсонах) и «самка» (только с пулемётным вооружением). Вскоре выяснилась низкая эффективность пулемётных «самок», которые не могли бороться с бронетехникой противника и с трудом уничтожали огневые точки. Тогда была выпущена ограниченная серия «самок», у которых в левом спонсоне по-прежнему был пулемёт, а в правом — пушка, солдаты тут же метко окрестили их «гермафродитами».

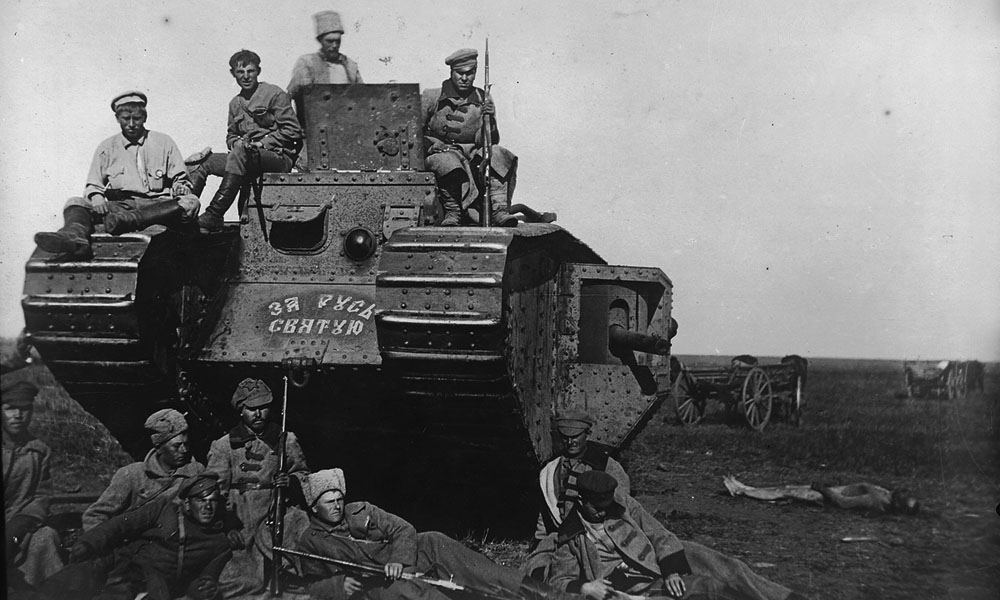
Английский танк, захваченный солдатами 51-й стрелковой дивизии под Каховкой 14 октября 1920 года

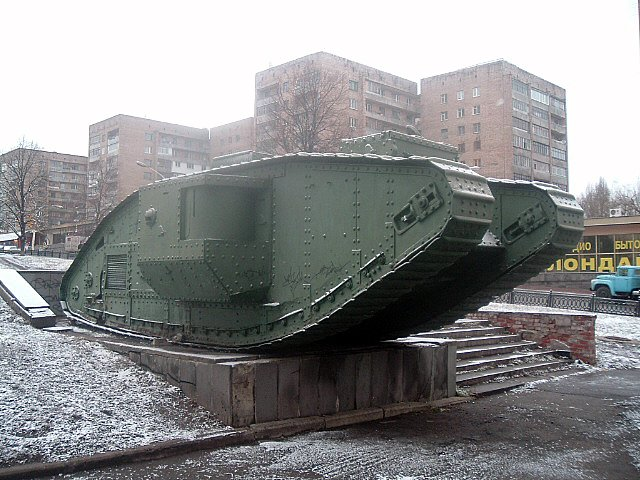
Британский танк Mark V, 1919 года выпуска, захвачен РККА у белой армии под Луганском.

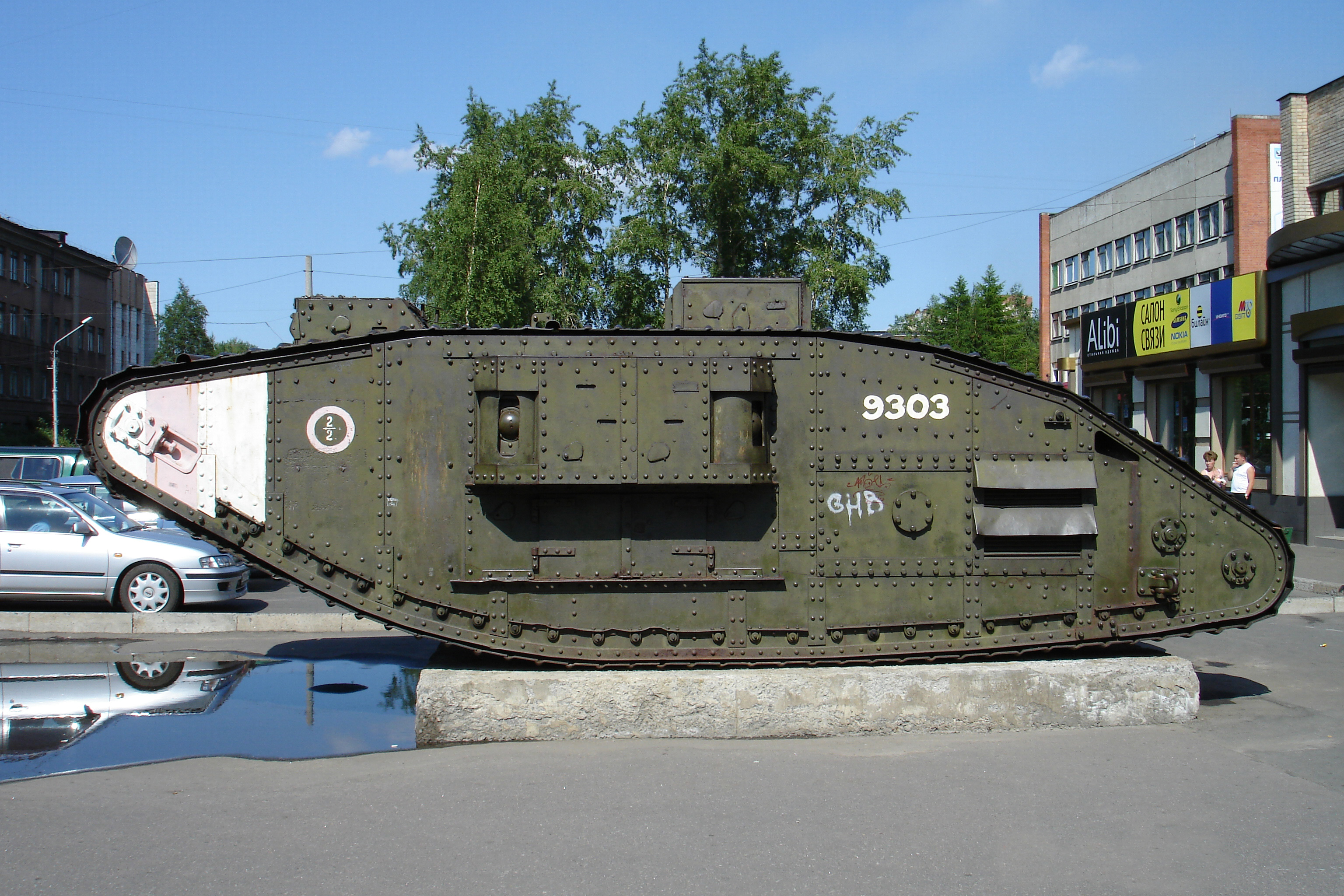
Архангельск. Британский танк Mark V 1919

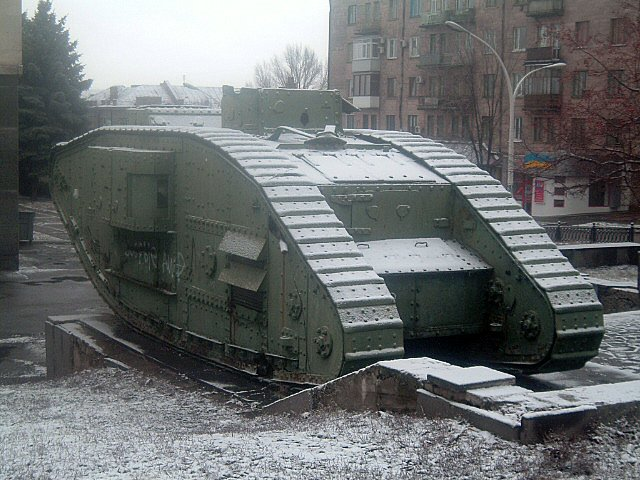
Луганск. Британский танк Mark V 1919

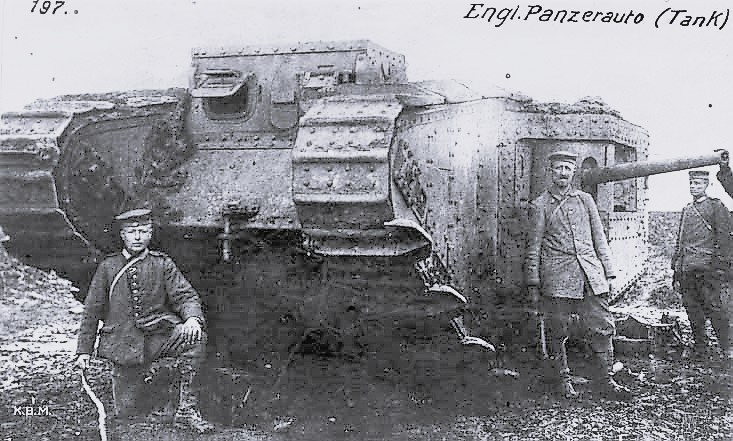
Захваченный немцами во время Первой мировой войны английский танк ромбической схемы Mk.1 «самец».

Впервые танки (модели Mk.1) были использованы английской армией против немцев 15 сентября 1916 года во Франции, на реке Сомме. В ходе боя выяснилось, что конструкция танка недостаточно отработана — из 49 танков, которые англичане подготовили для атаки, на исходные позиции выдвинулось только 32 (17 танков вышли из строя из-за неполадок), а из этих тридцати двух, начавших атаку, 5 застряло в болоте и 9 вышли из строя по техническим причинам. Тем не менее, даже оставшиеся 18 танков смогли продвинуться вглубь обороны на 5 км, причём потери в этой наступательной операции оказались в 20 раз меньше обычных.
Хотя из-за малого количества танков фронт не удалось прорвать окончательно, новый вид боевой техники показал свои возможности, и выяснилось, что танки имеют большое будущее. В первое время после появления танков на фронте немецкие солдаты боялись их панически.

### Во Франции
Французы (главные союзники англичан на западном фронте) сумели разработать и запустить в производство очень удачный лёгкий танк Рено FT — настолько удачный, что он эксплуатировался даже в начале Второй мировой войны в армиях Польши и Франции. При конструировании этого танка впервые были применены многие решения, ставшие затем классикой танкостроения. Он имел вращающуюся башню с установленной в ней лёгкой пушкой или пулемётом (в отличие от «спонсонного», то есть в выступах по бокам корпуса, расположения вооружения у Mk.1), низкое удельное давление на грунт и, как следствие, высокую проходимость, относительно высокую скорость и хорошую маневренность.

### В России
Первый российский проект боевой гусеничной машины был выполнен В. Д. Менделеевым (1886—1922), сыном Д. И. Менделеева. Получив образование в Морском инженерном училище Императора Николая I в Кронштадте, он с 1908 г. работал на судостроительных заводах Санкт-Петербурга, был главным конструктором проектов подводных лодок. С 1911 г. по 1915 г. в свободное время разрабатывал сухопутную боевую машину. По проекту В. Д. Менделеева в танке должны были использоваться двигатель внутреннего сгорания и оригинальная система пневматической подвески, позволявшая машине двигаться с полуопущенным корпусом. В случае необходимости, для защиты ходовой части от обстрела можно было полностью опускать бронированный корпус танка на грунт. Лёгкость управления должны были обеспечивать пневматические сервоприводы для главного фрикциона, коробки передач, поворотного механизма и подъёма и опускания пулемётной башни. Работу пневматики обеспечивал компрессор с приводом от двигателя.
В России одними из первых были построены танк Пороховщикова («Русский вездеход») и царь-танк (колёсный танк Лебеденко). Каждый из них был изготовлен лишь в одном — опытном — экземпляре, что объясняют либо непрактичностью конструкции, либо «косностью царского правительства».
Военное ведомство Российской империи внимательно следило за применением странами Антанты — а впоследствии и Центральными державами — нового, «ультрасовременного» вида боевой техники — танков. Военные понимали и признавали исключительную полезность вездеходных боевых машин в условиях русского бездорожья. Помимо зарубежного опыта, в этой области у России имелись собственные конструкторские наработки. Их появлению во многом способствовал солидный опыт создания бронеавтомобилей, а также достаточно мощная промышленность, способная осуществить выпуск таких несомненно передовых для своего времени изделий, как танки. И хотя первые «опыты» России на этом поприще нельзя назвать удачными — ни крохотный «Вездеход», ни ужасающий «Царь-танк» не обладали сколько-нибудь реальной боевой ценностью — к 1917 году появились и вполне осуществимые проекты, такие как так называемый танк Рыбинского завода. Кроме того, имелись вполне успешные опыты создания боевых машин на базе полугусеничных тракторных шасси — таковым являлся бронированный трактор Гулькевича. Таким образом, к началу 1917 года Российская империя уже приближалась к моменту выпуска собственных вездеходных боевых машин. Однако, для ускорения оснащения армии вездеходными боевыми машинами, было решено закупить их за рубежом — во Франции. Выбор военных поначалу пал на средние французские танки Schneider CA1, и осенью 1916 года на соответствующем предприятии был размещён заказ на ни много, ни мало 390 танков этого типа со сроком поставки к зиме 1917 года. Впоследствии, однако, в результате изучения опыта боевого применения французских танков и сравнения их характеристик, ГУГШ РИА аннулировало старый заказ и разместило новый, на аналогичное количество лёгких танков Рено FT. Однако две революции 1917 года и последовавший за ними хаос далеко и надолго отодвинули эти планы с повестки дня.
Таким образом, первыми танками, оказавшимися на русской земле, стали британские и французские машины, в небольшом количестве поставленные странами Антанты в 1919 году в виде военной помощи Добровольческой армии генерала А. И. Деникина.
Во время Гражданской войны танки использовала Белая армия, которые она получала от стран Антанты в небольших количествах. Один из захваченных красноармейцами танков Рено FT весной 1919 года был послан в Москву, разобран и исследован. Таким образом, проблема создания отечественного танка была решена созданием танков типа М на основе конструкции французского Рено FT. Первый из танков типа М получил имя «Борец за Свободу тов. Ленин». В течение 1920—1921 годов было изготовлено 15 танков. Весной 1921 года в связи с окончанием Гражданской войны и интервенции проект был свёрнут. В боевых действиях эти танки не участвовали, их использовали в сельхозработах — как тракторы — и на военных парадах.

### В Центральных державах

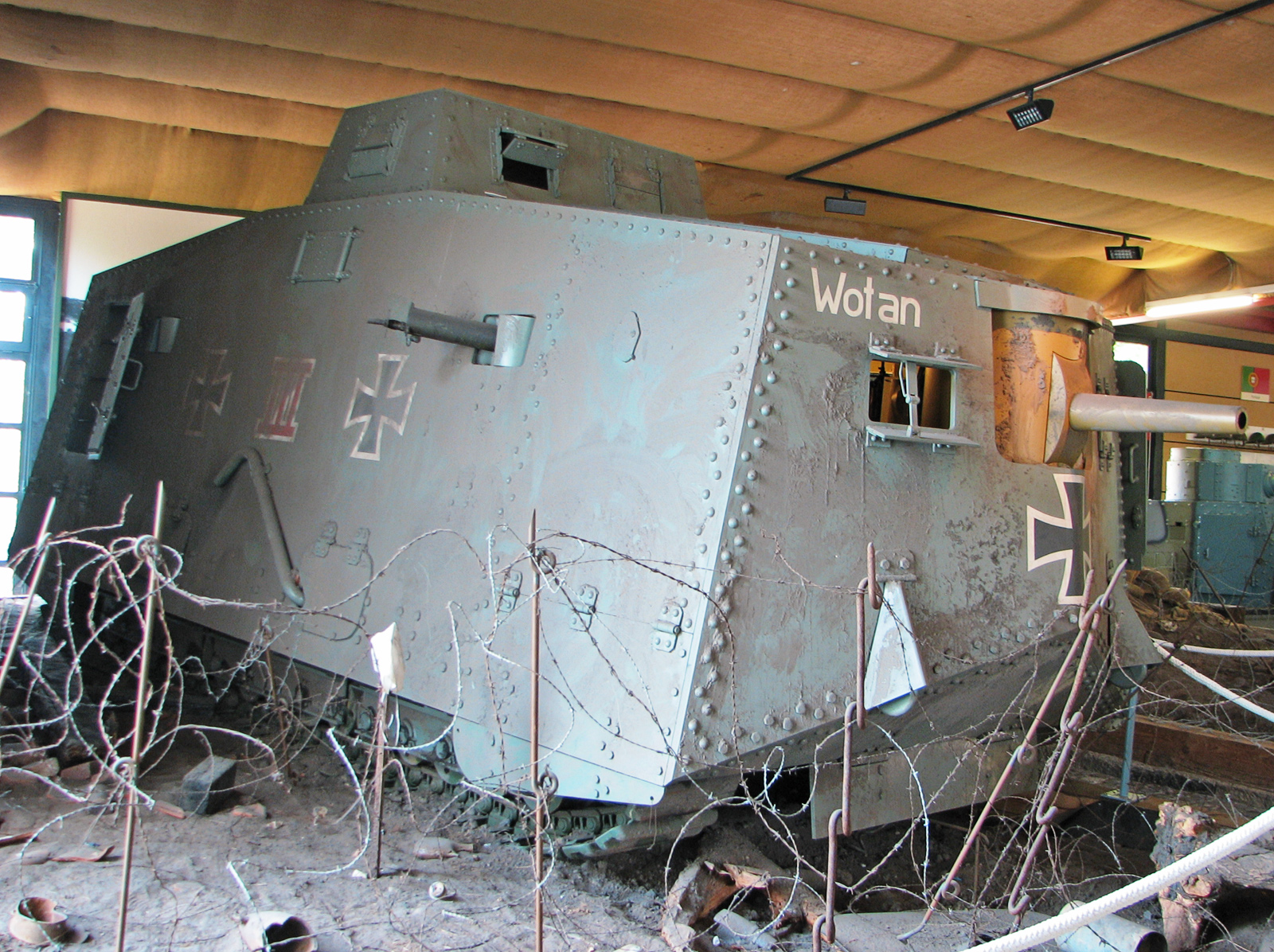
Танк A7V «Wotan»

Фактически, единственными странами Четверного союза имевшими развитую тяжёлую промышленность являлись Германская Империя и Австро-Венгрия (вторая даже в меньшей степени, поскольку являлась больше аграрной страной). При этом Германии, как единственному военно-промышленному локомотиву Центральных держав, приходилось снабжать своих технически отсталых союзников — Османскую Империю и Болгарию. Поэтому о танках и прочих оружейных новшествах в этих странах, кроме самой Германии и речи не могло идти. Первоначально, немецкое командование отнеслось к появлению танков у британцев и французов довольно скептически. Консервативные германские генералы, воспитанники прусской военной школы довольно настороженно относились даже к таким военно-техническим новинкам как бронеавтомобили, которые появились в Рейхсхеере лишь в 1916 году, да и то в заметно меньших количествах, чем у стран Антанты. И всё же, немцы уже в ноябре 1916 года приступили к созданию собственной гусеничной бронетехники. «Бронированный боевой вагон» на гусеничных движителях A7V был готов к осени 1917 года, однако, в течение года из 100 заказанных единиц и без того задыхающаяся и перегруженная германская промышленность смогла построить лишь 20 единиц. Не считая около сотни трофейных британских и французских танков, единичных опытных образцов и машин построенных уже после окончания войны это фактически были все бронетанковые силы Центральных держав.

### Танки межвоенного периода (1919—1938)

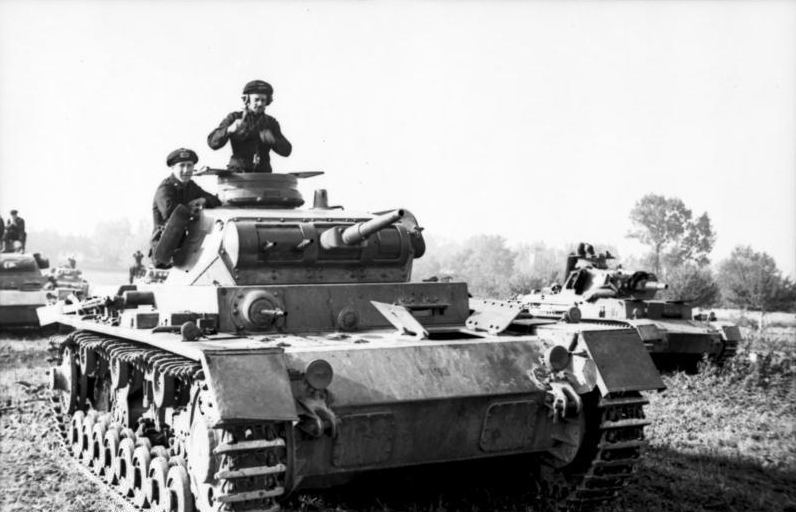
Pz.Kpfw. III Ausf.D, Польша, 1 сентября 1939

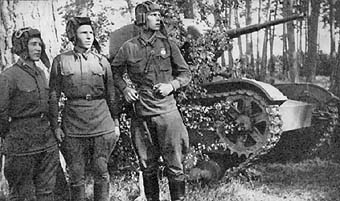
Танк Т-26. На 22 июня 1941 в РККА СССР насчитывалось более 10 тыс. Т-26.

В период между мировыми войнами помимо Великобритании, Франции, Германии и Советского Союза в разработку конструкций танков включились и другие государства. В это же время, когда органы военного управления и правительства великих держав мира, трезво оценивая итоги Первой мировой войны, понимали неизбежность будущей войны, разрабатывались и стратегии боевых действий. Принятая генеральными штабами стратегия придавала большое значение танковым войскам и ставила соответствующие задачи перед танкостроителями.
Но затянувшиеся дискуссии о роли танков в будущей войне и увлечение многочисленными экспериментальными образцами привели к тому, что во Вторую мировую войну почти все ведущие державы вступили со слабыми танковыми силами. Ярким примером этому служит Великобритания, признанный лидер мирового танкостроения в 1918 году и практически неспособная противостоять своими танками танкам вермахта в 1939—1941 годах.
В межвоенный период танкостроители и военные ещё не пришли к единому мнению об оптимальной тактике применения танков и их конструкции, следствием чего стал выпуск танков таких конструкций, которые впоследствии доказали свою нежизнеспособность, так как были узкоспециализированными, и не всегда использовались по назначению. Так, лёгкие танки были сравнительно слабо бронированными, хотя часто и высокоскоростными (например, советский БТ-7). Их броня защищала лишь от пуль стрелкового оружия и снарядных осколков и в то же время легко пробивалась пулями противотанковых ружей и снарядами пушек, начиная с калибра 20 мм. Вооружение большинства лёгких танков этого периода было также слишком слабым (калибры артиллерии 25—37 мм), численность экипажа недостаточной (2-3 человека), а условия существования — на пределе физиологических возможностей танкистов.
В то же время, в начале 1930-х годов талантливый американский танковый конструктор Джон Уолтер Кристи создал оригинальную схему независимой подвески. Достаточно активно разрабатывались конструкции амфибийных и даже авиатранспортабельных танков. Но имевшиеся в то время технологии не позволили создать пригодные к боевому применению танки-амфибии или авиатранспортабельные танки. Созданию авиатранспортабельных танков в то время мешало и несовершенство авиации — грузоподъёмность поршневых самолётов не превышала 3-4 т.
Бесперспективными оказались и малоподвижные многобашенные гиганты, носившие несколько разнокалиберных пушек и пулемётов. Например, французский 70-тонный Char 2C и советский 50-тонный Т-35. Такая схема потребовала чрезмерного увеличения экипажа (до 10-12 человек), что затрудняло ведение централизованного управления огнём в боевой обстановке, а также эти многобашенные танки были крайне тяжелыми несмотря на их слабое бронирование. Большие размеры — особенно длина и высота — демаскировали такой танк, и как следствие, повышали его уязвимость на поле боя. В целом обилие недостатков многобашенных конструкций привело к фактической невозможности выполнения ими в полной мере задач, стоявших перед тяжёлыми танками, поэтому уже к концу 1930-х годов от многобашенной схемы отказались танкостроители всех стран.
В межвоенный период появились и первые танки с дизельными двигателями, например, в Японии в 1932 год-1935 годах. В СССР уже в середине 1930-х годов была разработана программа широкой «дизелизации» танков всех классов. Реально оснастить такими моторами (дизелем В-2, 500 л. с. и его модификациями) удалось лёгкие (БТ-7М, Т-50), средние (Т-34), тяжёлые машины (СМК, КВ).

### Танки времён Второй мировой войны (1939—1945)

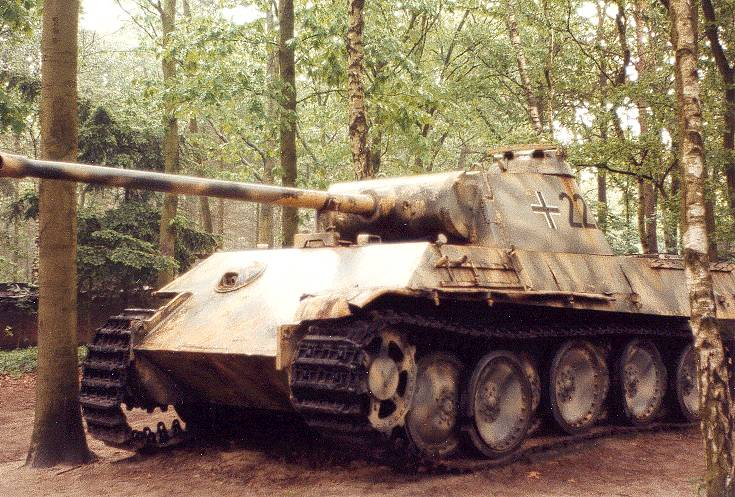
Немецкий средний танк PzKpfw V «Пантера» Ausf.G (модификация 1944 года)

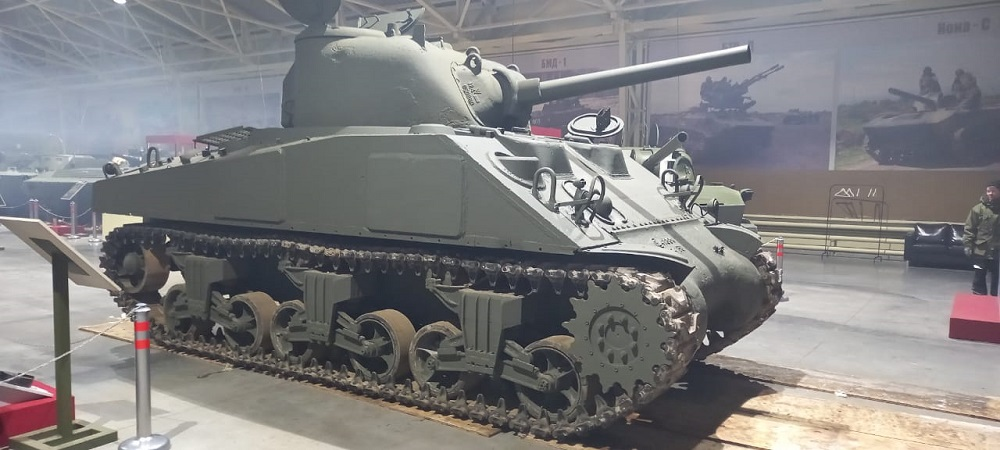
M4 «Шерман» — основной средний танк армии США во Второй мировой войне

Вторая мировая война подстегнула прогресс в танкостроении. Всего за шесть лет танки совершили намного больший рывок, чем за предыдущие двадцать. Значительная часть танков обзавелась противоснарядным бронированием, мощными пушками калибром до 152 мм (у КВ-2), в конце войны на немецких танках появились первые серийные ночные — инфракрасные — прицелы, радиофикация танков стала считаться необходимой. Тактика применения тоже достигла высокой степени совершенства — в первый период войны (1939—1941 гг.) германские военачальники продемонстрировали всему миру, как применение танковых соединений позволяет провести операции по оперативному и стратегическому окружению и последующему разгрому крупных группировок противника, и одержать быструю победу в войне (т. н. стратегия «блицкрига»). Однако и другие государства (Великобритания, Франция, Польша, СССР и т. д.) создавали собственные доктрины тактики применения танков.
В ходе Второй мировой войны германская танкостроительная школа сделала ставку на высокую технологичность, увеличение бронирования и мощность орудий, улучшение приборов наблюдения (включая инфракрасные приборы ночного видения). Лучшими немецкими танками считаются, ставшие почти легендарными даже в среде их противников, знаменитые танки «Тигр» и «Пантера».
Советская школа брала не столько технологичностью, сколько массовостью производства (Т-34, КВ и ИС). Советская танкостроительная школа создала также достаточно удачные модели других типов бронетанковой техники и самоходных артиллерийских установок. Одним из лучших советских танков — участников Второй мировой войны, был признан средний танк Т-34.
Американская школа при некоторой изначальной отсталости в плане компоновки и технологичности, в итоге наверстала упущенное к концу войны за счёт развёртывания массового производства нескольких избранных моделей танков, хорошего качества броневой стали и пороха, а также радиофикации. К лучшим американским танкам относят M4 «Шерман», который в том числе широко поставлялся в СССР по ленд-лизу.
Лучшим английским танком по экспертным оценкам, и наиболее сбалансированный в целом, считается выпущенный ближе к концу войны танк «Комета».

### Танки послевоенного периода
Танки послевоенного периода разделяют на три поколения.
Первое поколение послевоенных танков начало создаваться ещё непосредственно во время Второй мировой войны, хотя и не приняло участия в боевых действиях (Исключение составляет танк M26 «Першинг» и ИС-3, поставлявшихся на фронт с целью боевых испытаний с января 1945 года (ИС-3 — с апреля того же года):
- советские средние Т-44, Т-54 и тяжёлые танки Т-10;
- американские M46 «Паттон», M47;
- английский A41 «Центурион» и другие[39].

Лёгкие танки окончательно превращаются в специализированные боевые машины: плавающие (советский ПТ-76), разведывательные (американский M41 «Уокер Бульдог») и позже авиатранспортабельные (американский M551 «Шеридан»). С середины 1950-х годов средний и тяжёлый типы танков уступают место т. н. «стандартному» или «основному боевому танку» (ОБТ). Характерными особенностями этих танков служат усиленное противоснарядное бронирование, пушки большого калибра (минимум 90 мм), включая гладкоствольные орудия, мощные дизельные моторы, а позже и первые средства защиты экипажа от ОМП. К этому типу танков (но всё ещё первого поколения) относятся:
- советские Т-55 и Т-62;
- американский M48 и другие[39].

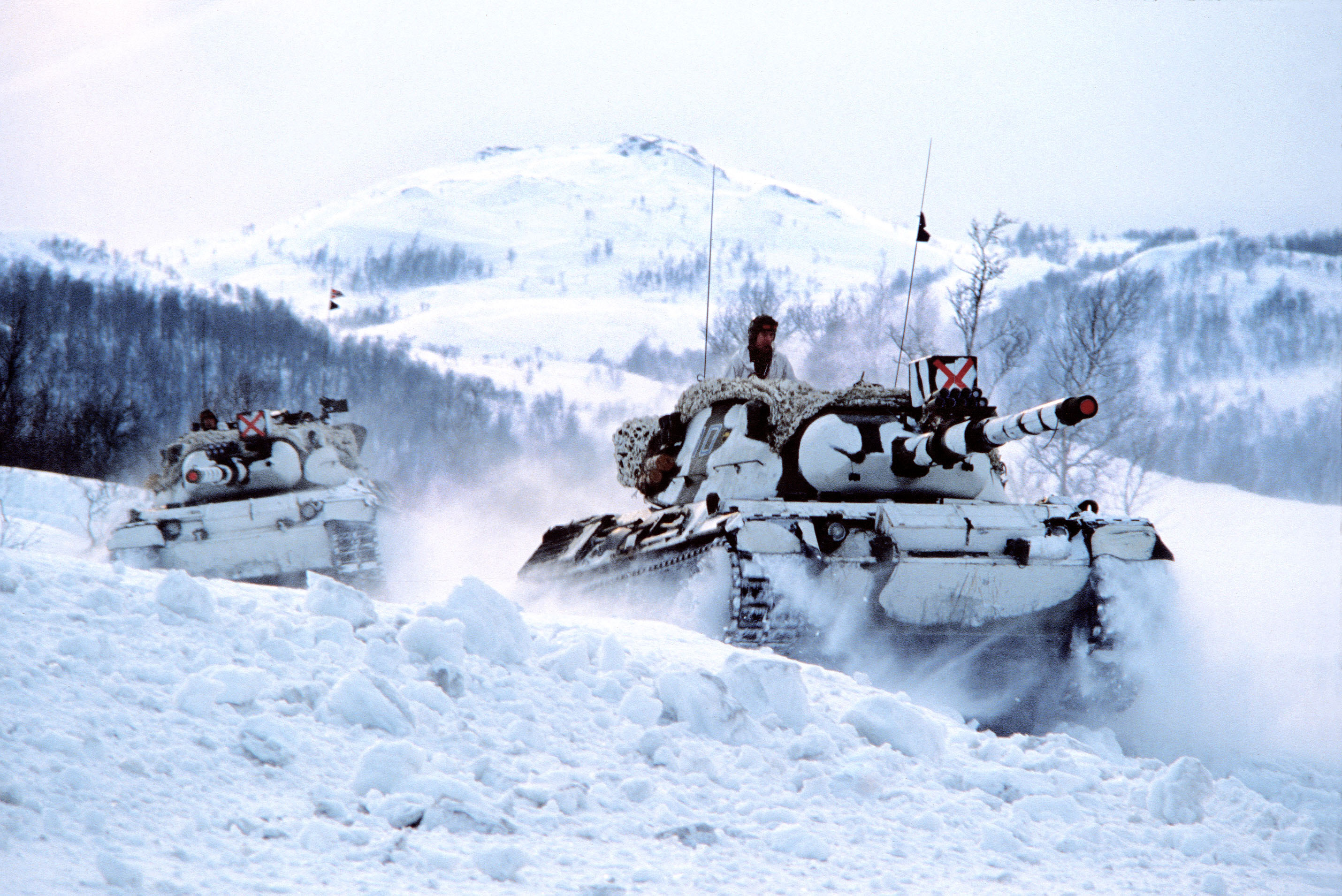
Основной боевой танк «Леопард» в составе бронетанковых войск Норвегии

Второе поколение послевоенных танков создавалось в 1960—1970-х гг. для действий в условиях применения противником оружия массового поражения и с учётом появления новых мощных противотанковых средств. Эти танки получают комбинированное бронирование, полный комплекс защиты экипажа от ОМП, насыщаются электроникой (лазерные дальномеры, баллистические вычислители и т. п. (Система управления огнём)), повышается их огневая мощь за счёт использования пушек большего калибра, начинают применяться высокомощные многотопливные двигатели. Советские танки этого периода оснащаются автоматом заряжания. К танкам второго поколения относятся:
- советские Т-64А, Т-72;
- английский «Чифтен»;
- американские M60А1 и А3;
- западногерманский «Леопард-1» и другие.

В это время также был предпринят ряд обширных программ по модернизации танков первого поколения до уровня танков второго поколения, например, модернизация до уровня танка M60 танка M48A5 (в армии США) и M48A2G (в бундесвере).
По ТТХ танков первого и второго поколений СССР смог опередить своих вероятных противников. Но необходимость ограничения массы и размеров основного танка — из-за необходимости вписывания в железнодорожный стандартный габарит — и некоторое отставание в оснащении электроникой привели к быстрому моральному устареванию советских танков первого и второго послевоенных поколений, что нашло подтверждение в войнах 1960—1990-х гг. на Ближнем Востоке.
Танки третьего поколения создавались в 1980—1990-х гг. Для танков этого поколения характерно использование новых, высокотехнологичных средств защиты (активная защита, динамическая защита), насыщенность совершенной электроникой, в том числе БРЭО, на некоторые модели танков начинают устанавливаться сверхмощные и компактные газотурбинные двигатели. К танкам этого поколения относятся:
- советские Т-64БВ, Т-80;
- российские Т-72Б3, Т-90;
- английские «Челленджер»;
- американский «Абрамс»;
- немецкий «Леопард-2»[39].

#### Страны с наибольшими танковыми парками
По данным Global Firepower, к 2025 году наибольшими танковыми парками располагали Китай, США и Россия, на четвёртом месте с небольшим отрывом от РФ — КНДР. 
| Место |                                    | Страна            | Танков |
| ----- | ---------------------------------- | ----------------- | ------ |
| 1     | Флаг Китайской Народной Республики | Китай             | 6800   |
| 2     | Флаг США                           | США               | 5750   |
| 3     | Флаг России                        | Россия            | 4640   |
| 4     | Флаг КНДР                          | Северная Корея    | 4344   |
| 5     | Флаг Индии                         | Индия             | 4201   |
| 6     | Флаг Египта                        | Египет            | 3620   |
| 7     | Флаг Пакистана                     | Пакистан          | 2627   |
| 8     | Флаг Турции                        | Турция            | 2238   |
| 9     | Флаг Республики Корея              | Южная Корея       | 2236   |
| 10    | Флаг Ирана                         | Иран              | 1713   |
| 11    | Флаг Алжира                        | Алжир             | 1485   |
| 12    | Флаг Иордании                      | Иордания          | 1458   |
| 13    | Флаг Вьетнама                      | Вьетнам           | 1374   |
| 14    | Флаг Греции                        | Греция            | 1344   |
| 15    | Флаг Израиля                       | Израиль           | 1300   |
| 16    | Флаг Украины                       | Украина           | 1114   |
| 17    | Флаг Ирака                         | Ирак              | 1025   |
| 18    | Флаг Марокко                       | Марокко           | 903    |
| 19    | Флаг Тайваня                       | Тайвань           | 888    |
| 20    | Флаг Саудовской Аравии             | Саудовская Аравия | 840    |

Соотношение числа танков между двумя сторонами известных геополитических конфликтов (включая урегулированные): 
- Китай / Тавань = 7,7;
- Россия / Украина = 4,2;
- Северная Корея / Южная Корея = 1,9;
- Индия / Пакистан = 1,6;
- Египет / Израиль = 2,8.

## Конструкция танка

### Компоновка

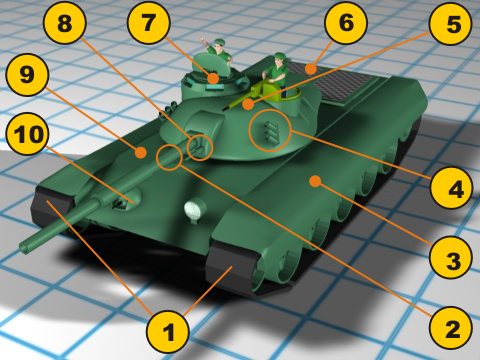
Элементы современного танка классической компоновки:
1: Гусеничный движитель. 2: Танковая пушка, установленная в башне. 8: Спаренный пулемёт 9: Наклонная броня

Применение систем активной защиты позволяет значительно (в 2—3 раза и более) повысить живучесть танков.
В настоящее время подавляющее большинство танков создано по так называемой классической компоновочной схеме, основными признаками которой являются установка основного вооружения (в настоящее время, как правило, гладкоствольной артиллерийской пушки, способной также запускать реактивные снаряды) во вращающейся на 360° башне и заднее расположение моторно-трансмиссионного отделения. Исключениями здесь являются шведский танк Strv-103 (безбашенная схема) и израильские танки «Меркава» модели 1, 2, 3 и 4 с передним расположением моторно-трансмиссионного отделения.

### Двигатель танка

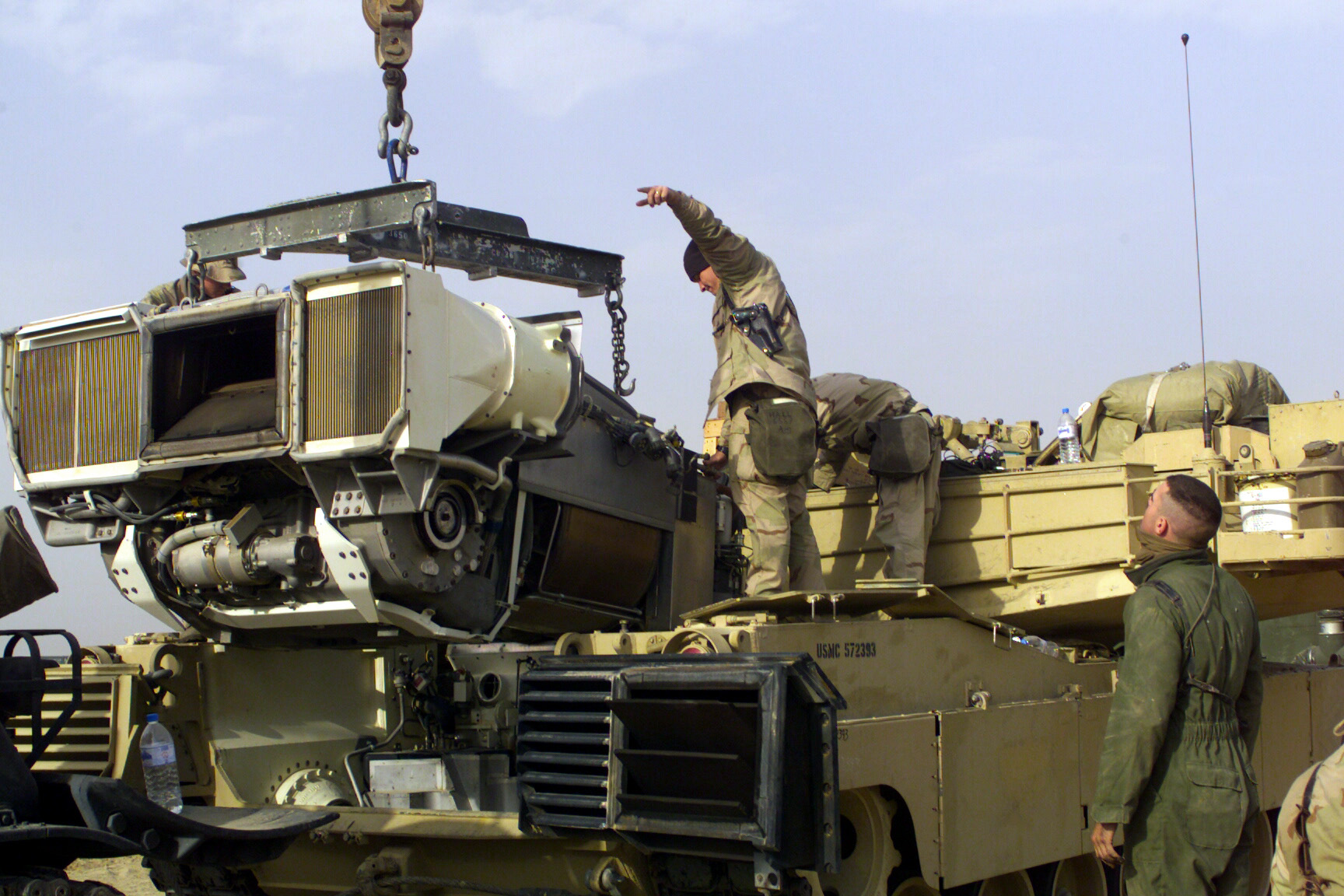
Морпехи США устанавливают ГТД AGT1500 в «Абрамс». Кувейт, 2003

На ранних этапах развития танкостроения обычно использовался бензиновый карбюраторный двигатель автомобильного и авиационного типа (включая моторы звездообразной компоновки). Перед Второй мировой войной, а также в ходе её, получили распространение (преимущественно в СССР и Японии) дизельные двигатели, ставшие основным типом танковых моторов во всём мире со второй половины 1950-х гг., позже заменённые многотопливными двигателями, а в последние два-три десятилетия и газотурбинными двигателями (ГТД). Первым серийным танком с ГТД в качестве основного двигателя стал советский Т-80.
Мощность, надёжность и другие параметры танковых двигателей росли и улучшались. Если на ранних моделях довольствовались автомобильными моторами, то с ростом массы танков в 1920—1940-х гг. стали распространены адаптированные авиадвигатели, а позже — и специально сконструированные танковые дизели. Для обеспечения приемлемых ходовых качеств танка удельная мощность его двигателя (отношение мощности двигателя к боевой массе танка) должна быть не менее 18—20 л. с./т. Для сравнения: на М1А2 этот показатель 23,77 л. с./т, на «Леопарде-2А5» — 25,12, на «Леклерке» — 26,54.
Войсковые испытания танков Т-64А и Т-72 с дизелями 5ТДФ и В-46 и Т-80 с газотурбинным двигателем ГТД-1000Т, показали:
- Танки Т-80, номинальная удельная мощность которых превышала показатели Т-64А и Т-72 соответственно на 30 и 25 %, имеют преимущество по тактическим скоростям в европейских условиях лишь на 9—10 %, а в условиях Средней Азии — не более 2 %.
- Часовой расход топлива газотурбинных выше дизельных на 65—68 %, километровый расход — на 40—50 %, а запас хода по топливу меньше на 26—31 %; это приводило к необходимости предусматривать возможность дозаправки танков Т-80 в ходе суточных переходов.
- На высоте 3 км над уровнем моря потеря мощности у двигателя 5ТДФ достигала 9 %, у В-46 — 5 %, у ГТД-1000Т — 15,5 %.

Дизельные танки в настоящее время в 111 странах мира, а газотурбинные — в 9 странах. Разработчики, производители и поставщики газотурбинных танков — США и Россия. Дизельные танки — основа танков армий всех стран мира, за исключением США. Многие страны, покупающие танки, предпочитают модели с дизельным двигателем и даже требуют замены ГТД на дизели в качестве условия к допуску на тендер. Так, в 2004 году Австралия в качестве будущего танка выбрала танк M1A2 «Абрамс», но при условии, что ГТД танка в нём будет заменён на дизельный двигатель. В США даже в экспортных целях разработан танк M1A2 «Абрамс» с дизельным двигателем.
Существуют конструктивные решения, позволяющие значительно улучшить характеристики дизельных двигателей. В целом, несмотря на утверждения сторонников каждого из типов двигателей, в настоящее время нельзя говорить о безусловном превосходстве одного из них.
Современные ГТД, как правило, многотопливные, могут работать на всём спектре топлив: бензинах всех типов, включая высокооктановый авиационный бензин, реактивном топливе, дизельном топливе. Подавляющее большинство дизельных двигателей снабжено системой турбонаддува.

### Ходовая часть
Практически все танки в истории имели гусеничный движитель, прототип которого был запатентован ещё в 1818 году французом Дюбоше, однако некоторые танки, например, лёгкие колёсно-гусеничные танки БТ (СССР) или танк Кристи (США), могли передвигаться на колёсах. Гусеничная конструкция ходовой части позволяет танку без труда передвигаться в условиях бездорожья, по различным типам грунтов. Гусеницы современных танков стальные, с металлическим или резинометаллическим шарниром, по которым танк едет на опорных катках (как правило, обрезиненных; в современных танках их количество от пяти до семи). В некоторых моделях верхняя часть гусеницы, провисая, опирается на опорные катки, в других используются специальные поддерживающие катки малого диаметра. Как правило, в передней части находятся направляющие колёса, которые совместно с механизмом натяжения обеспечивают требуемое натяжение гусеницы. Гусеницы приводятся в движение посредством зацепления их ведущим колесом, крутящий момент на которое подаётся от двигателя через трансмиссию. Путём изменения скорости перематывания одной или обеих гусениц танк может совершать поворот, в том числе и разворот на месте.
Передача крутящего момента от двигателя к ведущим колёсам происходит благодаря фрикционной муфте.
Важным параметром является площадь той части гусеницы, которая контактирует с землёй (опорная поверхность гусеницы), точнее, отношение массы танка к этой площади — удельное давление на грунт. Чем оно меньше, тем по более мягким грунтам может двигаться танк, то есть тем выше его опорная проходимость.
| Страна-производитель | Модель танка | Боевая масса, т | Удельное давление на грунт, кг/см² |
| -------------------- | ------------ | --------------- | ---------------------------------- |
| Россия               | Т-80У        | 46,0            | 0,85                               |
| Россия               | Т-90         | 46,5            | 0,88                               |
| Германия             | Леопард-2    | 62,5            | 0,94                               |
| Великобритания       | Челленджер-2 | 62,5            | 0,98                               |
| Франция              | Леклерк      | 54,6            | 1,00                               |
| США                  | M1A2 Абрамс  | 62,5            | 1,07                               |

Но при всех достоинствах ходовые гусеницы (по крайней мере современных типов) имеют и серьёзный недостаток — они сравнительно легко могут быть перебиты прямым попаданием в гусеницу снаряда или взрывом мины (в случае наезда танка на противотанковую мину нажимного действия). Это, в частности, подвигло советских танкостроителей попытаться создать танк на воздушной подушке, но уровень доступных технологий (подобно тому как это было с танками-амфибиями и авиатранспортабельными в период между Мировыми войнами) не позволил создать такой танк. (Привлекательна и идея танка-шагохода — танка на шагающем ходу. Танк-шагоход действительно имел бы намного большую проходимость по пересечённой местности в сравнении с гусеничным или колёсным танком, но имеющиеся в настоящее время технологии пока не позволяют создать достаточно эффективный танк-шагоход. В фантастике нередко фигурируют «парящие» танки — чаще всего антигравитационные — обладая всеми достоинствами судов на воздушной подушке (в том числе амфибийностью), такие танки не имеют некоторых их недостатков. Возможно, когда-то в будущем будут созданы и такие танки, но вряд ли они смогут полностью вытеснить с поля боя гусеничные и шагающие танки будущего.)
Все танки имеют систему подрессоривания (подвеску) — совокупность деталей, узлов и механизмов, связывающих корпус машины с осями опорных катков. Система подрессоривания предназначена для передачи силы веса танка через опорные катки и гусеницу на грунт, для смягчения толчков и ударов, действующих на корпус танка, и для быстрого гашения колебаний корпуса. От качества системы подрессоривания в большой степени зависят средние скорости движения танков по местности, меткость огня с ходу, работоспособность экипажа, надёжность и долговечность работы оборудования танка.

### Защита
Защита (защищённость, броня) танка — одно из основных боевых свойств. Характеризует способность машины противостоять поражающему воздействию огневых средств противника и сохранять боеспособность. Определяется бронированием, различными средствами защиты (как пассивной, так и активной), а также компоновкой (например, установка двигателя танка «Меркава» спереди позволяет дополнительно защитить экипаж, хоть и ценой меньшей живучести самого танка).

#### Бронирование

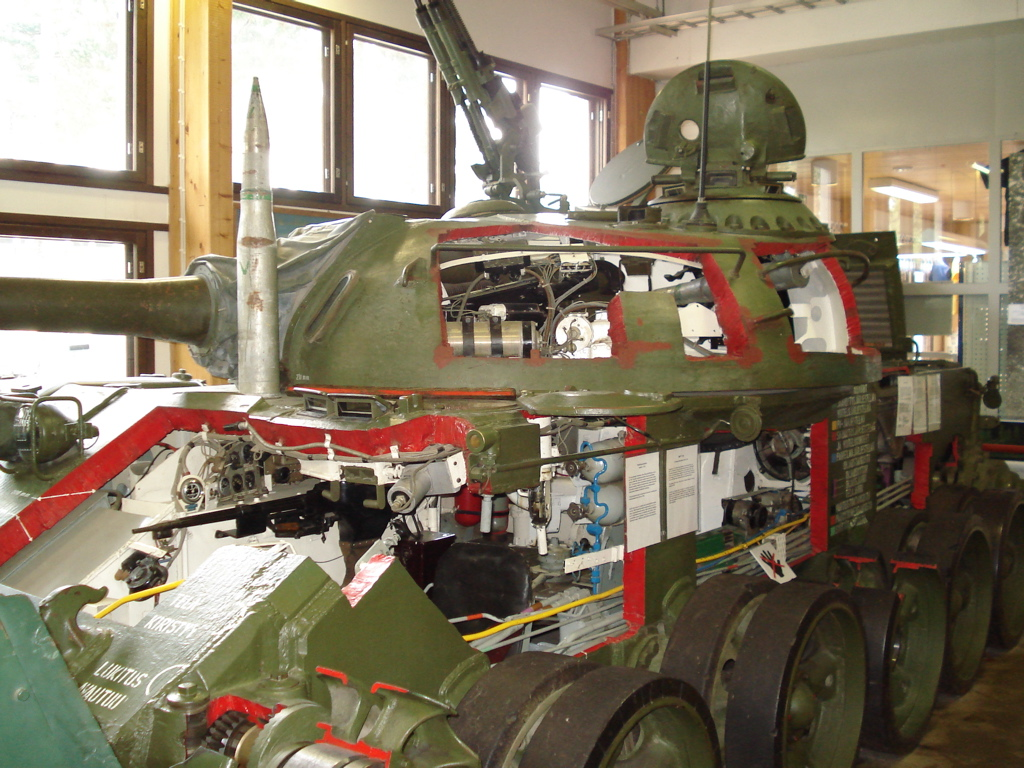
Т-54

Современные танки имеют сложную по конструкции систему бронирования — различают пассивное бронирование и динамическую защиту.
Пассивная броня современных танков многослойная, в ней используются лучшие сорта броневой стали, керамики, стеклотекстолитов, материалов высокой плотности (таких как обеднённый уран), противонейтронный подбой (слои полимеров с оксидом бора и другими наполнителями, предназначенные для ослабления нейтронного излучения ядерных взрывов), внутренние покрытия, защищающие экипаж от осколков брони. Пример такой брони — английская композитная броня «Чобэм»; остальные современные танки также имеют комбинированную пассивную броню.
Кроме основной брони, на танк часто устанавливаются дополнительные противокумулятивные экраны. Их принцип не изменился со времён Второй мировой войны, когда советские танкисты приваривали к броне специальные сетчатые экраны (ошибочно интерпретированные на Западе как панцирные кровати), тонкие листы железа и жести для защиты от немецкого ручного противотанкового оружия с кумулятивными боеприпасами («Панцершрек», «Панцерфауст» и т. п.). Противокумулятивный экран представляет собой сетку либо сплошной экран (металлический, резинотканевый или из других материалов). При попадании в экран кумулятивного снаряда его разрыв происходит до встречи с основной бронёй танка, в результате чего сформировавшаяся кумулятивная струя, прежде чем достигнуть брони танка, пролетает в воздухе значительное расстояние. При этом происходит распад плохо сфокусированной струи, и пробивная способность боеприпасов резко снижается.

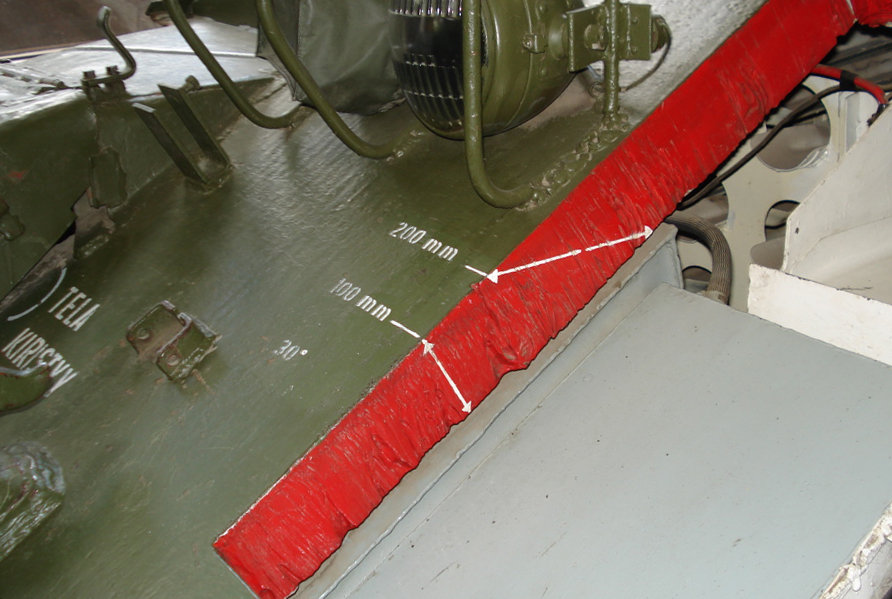
В современных танках броневые листы расположены под углами к вертикали

В современных танках броневые листы расположены под углами к вертикали (это увеличивает шанс рикошета снаряда противника), толщина брони сильно дифференцирована — передние сектора корпуса и башни защищены лучше, чем борта и кормовые части. Такая схема бронирования принята для оптимального снижения общей массы танка и в результате анализа повреждений, так как основная часть попаданий приходится на передний сектор танков.

#### Активная защита
Активная защита представляет собой расположенные на танке системы отстрела специальных снарядов, совмещённые с радиолокационной системой локального действия. При обнаружении приближающегося к танку средства поражения (гранаты противотанкового гранатомёта и т. п.) даётся команда на отстрел заряда, который при сближении со снарядом взрывается, формируя облако осколков, уничтожающих или, по меньшей мере, сильно ослабляющих действие средства поражения. Существуют системы с неотстреливаемыми защитными зарядами, например, украинский комплекс активной защиты (КАЗ) «Заслон» (укр. «Заслін»).
Пионерами в разработке и внедрении систем активной защиты танков стали советские танкостроители. Первый комплекс активной защиты «Дрозд» устанавливался на танке Т-55АД, принятом на вооружение в 1983 году. Главный минус активной защиты — возможная вероятность поражения идущей рядом с танком дружественной пехоты.

#### Динамическая защита

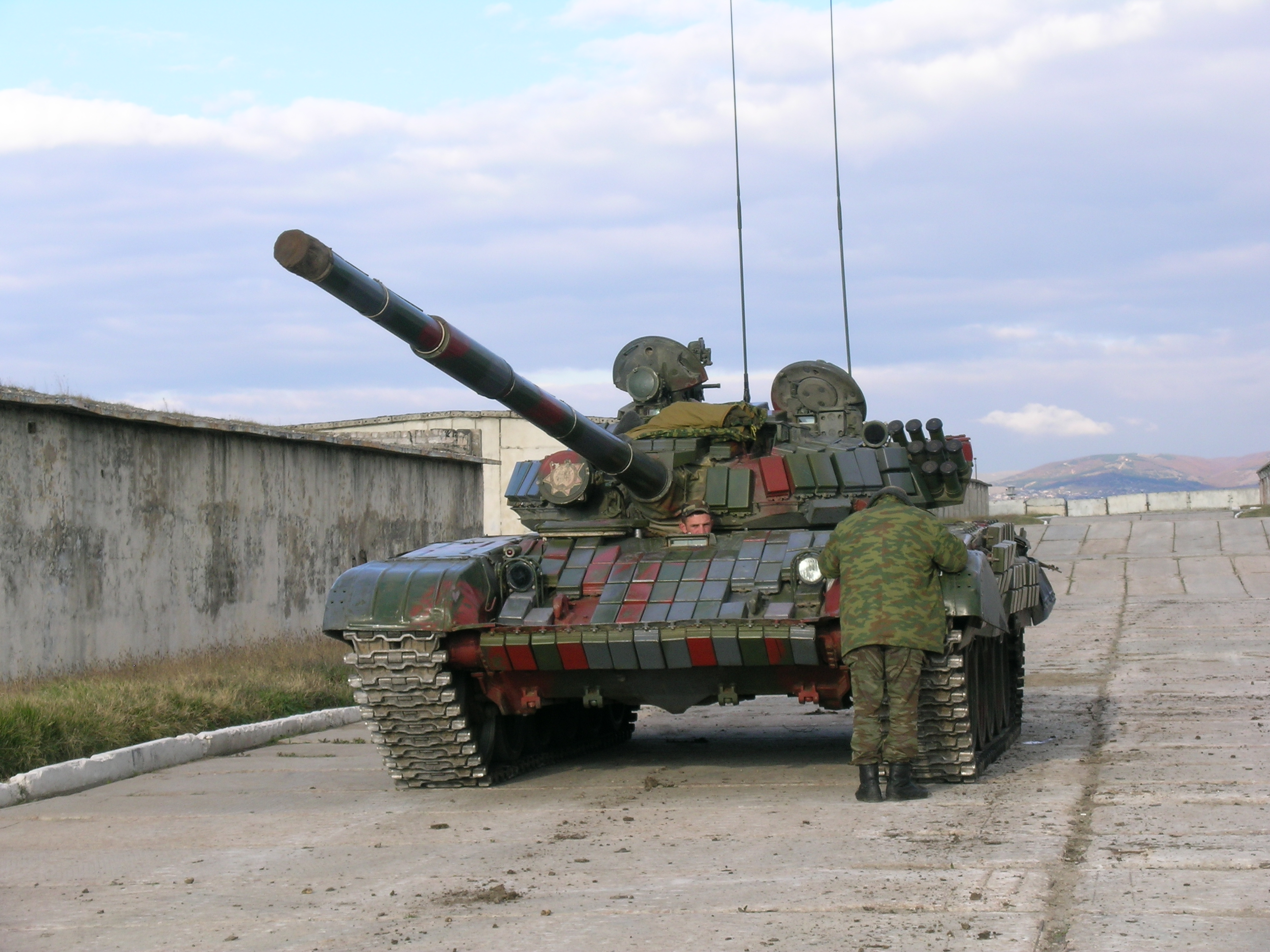
Танк Т-72Б грузинской армии. Очень хорошо видна навесная динамическая защита

Динамическая защита представляет собой расположенные непосредственно в броневом листе (встроенная динамическая защита) или на нём, в специальных контейнерах (навесная динамическая защита), один или несколько (как правило, два) элементов ДЗ. Элемент динамической защиты состоит из двух металлических пластин и тонкого слоя взрывчатого вещества (ВВ), расположенного между ними. При пробитии слоя ВВ кумулятивной струёй он инициируется, энергия взрыва ВВ придаёт пластинам высокую скорость разлёта. Расположенные под углом к кумулятивной струе пластины, разлетаясь, взаимодействуют с ней, в результате чего происходит следующее:
- Кумулятивная струя многократно пробивает тонкую пластину, которая во время своего движения подставляет струе ещё не пробитые участки. Таким образом, большая часть энергии струи уходит на пробитие всё новых участков тонкой броневой пластины.
- Пластина, двигаясь под углом к кумулятивной струе, бьёт по ней и дестабилизирует поток струи, распыляет её, чем ещё больше увеличивает эффект противодействия.

Динамическая защита первого поколения предназначена только для снижения действия кумулятивных снарядов, в то время как динамическая защита второго и третьего поколений помогает снизить потери танков от всех видов противотанковых снарядов.

#### Система защиты от ОМП
Автоматическая система коллективной защиты экипажа (и оборудования) танка от оружия массового поражения включает в себя фильтровентиляционную установку, обеспечивающую герметизацию заброневого обитаемого отделения и подачу очищенного воздуха экипажу, нагнетающие насосы, создающие избыточное давление в танке (подпор), компоненты брони, защищающие от нейтронного излучения (подбой и надбой) и т. п.
Непосредственно в момент ядерного взрыва счётчик рентгеновского излучения мгновенно регистрирует поток гамма-излучения, выдаёт исполнительный сигнал на цепь пиропатронов уплотнительных устройств обеспечения герметизации корпуса и башни, обесточивание основных цепей питания и остановку двигателя (что должно предотвратить повреждение оборудования от электромагнитного импульса ядерного взрыва).
Защита экипажа от воздействия ударной волны ядерного взрыва обеспечивается прочностью и жёсткостью корпуса и башни. После прохождения фронта ударной волны включается фильтровентиляционная установка (сепаратор-нагнетатель), непрерывно подающая в заброневое помещение танка очищенный воздух и создающая избыточное давление, препятствующее проникновению радиоактивной пыли. Для защиты от быстрых нейтронов броня с внутренней стороны дополняется противорадиационными синтетическими материалами, замедляющими и поглощающими нейтроны.
Всё это позволяет защищать экипаж от поражающих факторов ядерного взрыва (таких как радиоактивное заражение местности, нейтронное излучение), химического оружия и др.

#### Системы уменьшения заметности

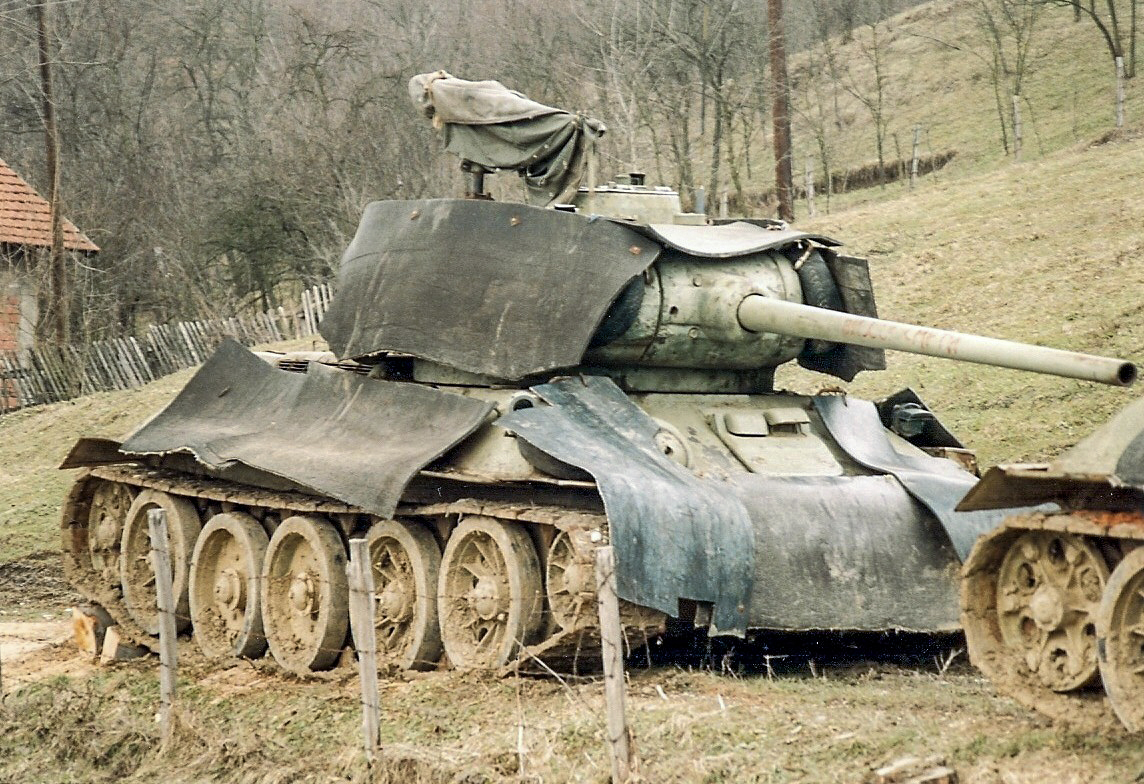
Т-34-85 армии боснийских сербов с резиновым покрытием, добавленным в попытке скрыть его тепловую сигнатуру, недалеко от Добоя в начале 1996 года.

Для снижения заметности танков применяются различные методы, деформирующая (камуфляжная) окраска, системы снижения заметности в инфракрасном диапазоне, уменьшения шумности, защитные экраны, специальные радиопоглощающие материалы, снижающие вероятность обнаружения танка при помощи радиолокации. Пример подобного камуфляжа — комплект «Накидка» используемый в армии РФ.

#### Системы постановки дымовых завес
Дымы представляют собой плотные аэрозоли. Благодаря своим свойствам они значительно затрудняют прохождение света в видимом диапазоне. Это позволяет укрыть танк от визуального наблюдения и наблюдения с помощью технических средств, таких как лазерные, инфракрасные прицелы (и, следовательно, затруднить прицеливание по нему), значительно снизить эффективность самонаводящихся и корректируемых снарядов, ракет и прочих боеприпасов, использующих для наведения и управления инфракрасные, телевизионные и лазерные каналы.
У современных танков для постановки дымовых завес используются два основных метода:
- Специальные дымовые гранатомёты (как пример — дымовые гранатомёты «Туча» на российских танках).
- Система термодымовой аппаратуры. Принцип действия этой системы состоит в подаче топлива в выпускной коллектор двигателя танка, играющего роль испарителя, выбросе образовавшейся совместно с отработанными газами парогазовой смеси в атмосферу, где она конденсируется и превращается в аэрозоль дизельного топлива[62].

#### Системы оптико-электронного подавления
Наведение современных управляемых противотанковых средств может осуществляться как оператором, так и самостоятельно, с помощью систем автоматического наведения. Системы оптико-электронного подавления защищают танк, внося помехи в систему управления корректируемыми снарядами (ракетами и т. п.), управляемыми по лазерному лучу или по радио, сбивая системы наведения снарядов. Примером такой системы служит комплекс оптико-электронного подавления «Штора».

#### Перспективные системы защиты танка и экипажа
Конструкторы постоянно стремятся улучшить защищённость танков. Кроме развития описанных выше способов защиты (новые, более прочные виды брони, более надёжные и быстрые системы активной защиты и т. п.), рассматриваются и новые, перспективные методы. Одним из них является «электрическая броня». Суть этого метода защиты состоит в том, что броня разделяется на два слоя, с расположенным между ними слоем изолятора. Внутренняя часть заземлена, в то время как на внешнюю подаётся электрический заряд. Противотанковый снаряд, пробив внешний слой брони, достигает внутреннего и таким образом вызывает замыкание. Сильный электрический разряд вызывает уничтожение снаряда.

## Вооружение

### Танковая пушка

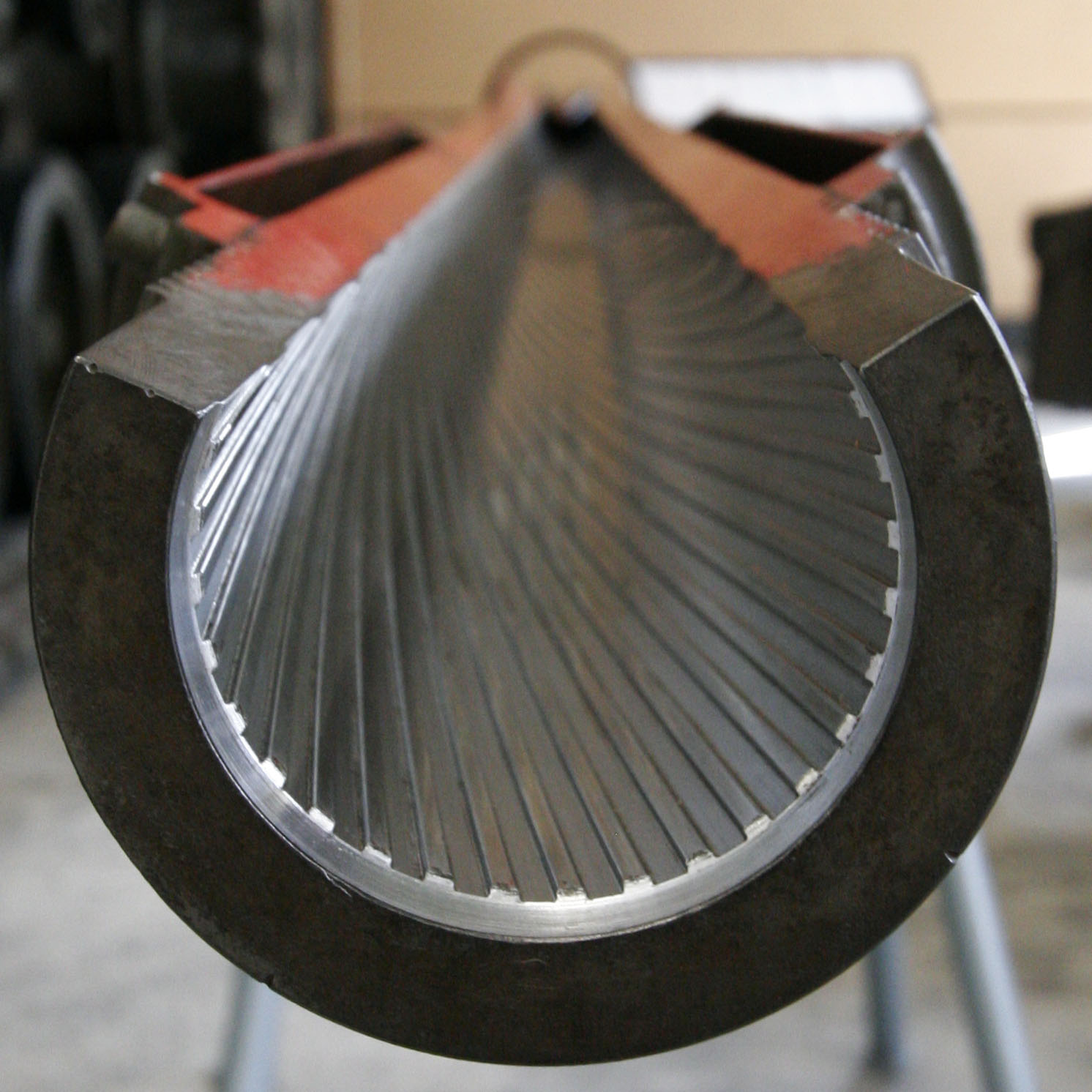
Нарезная 105-мм танковая пушка

Основным вооружением танка является танковая пушка, устанавливаемая во вращающейся башне. Пушка танка в большинстве случаев используется для стрельбы прямой наводкой по настильной траектории (в отличие от САУ, стреляющих в основном навесом).
Современные танковые пушки имеют большой калибр (от 105 до 125 мм, на перспективных образцах до 152 мм), могут быть как нарезными, так и гладкоствольными.

В последнее время приоритет отдаётся гладкоствольным танковым пушкам, так как вращение негативно сказывается на эффективности кумулятивных боеприпасов (происходит преждевременное разрушение кумулятивной струи), также нарезка затрудняет пуск ракет из канала ствола.
Применение автоматов заряжания позволяет сократить танковый экипаж на одного человека (отсутствует заряжающий), при этом создать постоянный темп стрельбы, мало зависящий от движения танка и его башни. В западной школе танкостроения, однако, есть мнение, что ручное заряжание обеспечивает бо́льшую скорострельность в начале стрельбы (хотя в дальнейшем темп стрельбы и падает из-за усталости заряжающего) и бо́льшую надёжность, поскольку в бою вышедшего из строя заряжающего может заменить другой член экипажа в отличие от вышедшего из строя автомата заряжания.
Танковые пушки имеют широкую номенклатуру боеприпасов, предназначенных для поражения как бронированных и защищённых целей, так и пехоты. Основные типы танковых боеприпасов следующие:
- Осколочно-фугасные — предназначены для поражения как бронированной, так и небронированной техники, а также живой силы противника, разрушения зданий и фортификационных сооружений.
- Подкалиберные бронебойные (в том числе с отделяющимся поддоном) — для поражения бронетехники.
- Кумулятивные — для поражения бронетехники.
- Специальные типы (такие как дымовые снаряды и проч.).

В последнее время используются и корректируемые снаряды.
Типичные танковые боеприпасы калибра 120 мм содержат в себе 4—7 кг бездымного пороха, обеспечивая начальную скорость 800—1000 м/с для калиберных снарядов и 1400—1800 м/с для подкалиберных.

### Пулемёт
На первых танках имелось сразу несколько пулемётов в установках с ограниченными углами в лобовой и бортовых частях корпуса, чтобы компенсировать отсутствие башни с круговым обстрелом.
Современные танки, как правило, имеют минимум два пулемёта, один из которых спарен с пушкой, что позволяет вести из него точный эффективный огонь в любых условиях, используя прицельные приспособления пушки, другой установлен на башне и используется в качестве зенитного (для борьбы с вертолётами противника) и для целеуказания.

### Ракетное вооружение
Несмотря на многочисленные попытки сконструировать чисто ракетный танк (с ракетным вооружением вместо пушечного), широкого распространения они не получили. Единственный на сегодняшний день танк с исключительно ракетным вооружением — советский ИТ-1 — был принят на вооружение в 1968 году, но дальше постройки малого числа машин дело не пошло. Чисто ракетной в дальнейшем стали делать лишь более легкобронированную технику.
Но на некоторых танках ракетное вооружение используется в качестве дополнительного к пушечному.

### Другое вооружение
Некоторые модели танков имеют установленные автоматические миномёты (применяющиеся не только для навесной стрельбы, но и для разбрасывания противопехотных мин).
Во время Второй мировой войны, а также некоторое время после, на танки устанавливались огнемёты. Они могли быть как основным оружием (располагались на месте главного орудия, т. н. огнемётный танк), так и вспомогательным (находиться на месте пулемёта).
Предполагается, что перспективные модели танков будут вооружаться лазерным оружием, способным поражать сетчатку глаза. Однако такое оружие запрещено международными конвенциями.

## Тактика применения
Танки способны выполнять широкий круг военных задач, однако основными областями их применения являются непосредственная поддержка пехоты, противотанковые операции и развитие прорывов. Именно последнее применение танков наиболее эффективно — танковые соединения вводятся в область, где прорвана оборона противника, и благодаря сочетанию своей высокой мобильности, огневой мощи и значительной автономности могут продвигаться вглубь занимаемой противником территории, перерезая пути снабжения, разрушая объекты военной инфраструктуры, уничтожая штабы и узлы связи, блокируя узловые элементы (такие как развилки дорог). В благоприятных условиях танковые соединения могут совершить окружение противника (именно тактике глубоких танковых клиньев, идеологом которой был Гейнц Гудериан, Третий рейх обязан своими быстрыми победами в первой стадии Второй мировой войны, т. н. блицкригами).

## Недостатки
Однако, несмотря на высокую универсальность танка и его высокие боевые возможности, танк не может выполнить любую задачу. Например, при сражениях в стеснённых условиях (на городских улицах, в горной местности) танк может действовать исключительно при плотной поддержке мотострелковых войск (пехоты). Из-за тактически неправильного боевого применения танковые войска в начале первой Чеченской кампании понесли значительные потери в технике и личном составе. Также танк плохо противостоит угрозе с воздуха.
Как отмечается в 2008 году маркетинговой фирмой «Forecast International», опыт американской войны в Ираке показал большую полезность современных танков в условиях «городской войны» и контрпартизанских операций.

## Перспективы развития
Танковые войска были и остаются основной ударной силой в наземных операциях. Наилучшее сочетание подвижности, защищённости и огневой мощи позволяет им решать широкий спектр задач. Всё это означает, что танковые войска не только не отомрут в обозримом будущем, но и будут активно развиваться. 
Можно предположить следующие направления совершенствования танков:
Совершенствование вооруженияПомимо планируемого перехода на мощные пушки калибра 140 мм и более (это ближайшая перспектива), ведутся перспективные разработки электромагнитных и электротермохимических пушек, позволяющих достичь начальной скорости снаряда в 4000—5000 м/с, что значительно повысит бронебойность снаряда и дальность поражения цели (особенно прямой наводкой). Пушки такого калибра, возможно, потребуют перехода от унитарных боеприпасов к боеприпасам раздельного заряжания. Боеприпасы объёмного взрыва позволяют избежать детонации боеприпасов при попадании вражеского снаряда в танк (вместо взрывоопасных веществ можно использовать обычные жидкости, которые горят только при достаточном количестве воздуха. Перед стрельбой в снаряд и в камеру орудия за снарядом распыляется нужное (сравнительно небольшое) количество этой горючей жидкости, которая при электрическом поджигании образует мощный объёмный взрыв (вакуумная бомба). В этом случае не потребуются гильзы, которые занимают много места в танке (упрощается процесс заряжания орудия). Также в будущем возможно создание танков оснащённых различным лучевым или импульсным энергетическим оружием. Будут появляться всё более совершенные системы наведения, обнаружения и управления огнём.
Совершенствование защитыЗдесь тенденция не только к совершенствованию состава пассивной брони, но и, в первую очередь, к улучшению систем динамической и активной защиты, возможно появление электрической брони (см. выше), а также создание технологического задела для создания в будущем полноценных энергетических полевых щитов. Активно могут развиваться различные системы постановки помех, оптико-электронного подавления и других средств, позволяющих бороться с высокоточным оружием.
Совершенствование компоновочной схемыВ настоящее время конструкторы практически исчерпали резерв совершенствования классической компоновочной схемы. Предлагаются различные новые конструктивные схемы, например, с разбитием танка на изолированные боевой отсек и отсек управления, двухсоставной танк и т. п. С использованием перископов, камер наружного наблюдения, приборов ночного видения, радаров, пеленгаторов, сонаров и других систем разведки, отсек с экипажем может располагаться в более безопасной задней части танка, а трансмиссия с двигателем — в передней. Более того, танк сможет вести бой без непосредственного участия людей и будет управляться дистанционно. Также в качестве возможной альтернативы гусеничной ходовой части предлагается шагающий ход.
Совершенствование системы управления в боюВероятно, танки будущего на поле боя, подобно боевым роботам, будут управляться искусственным интеллектом, и связываться с командным пунктом и между собой при помощи компьютерных сетей, что позволит улучшить тактику их применения.
Совершенствование двигателейПомимо традиционных ДВС, как правило, дизелей, продумываются варианты использования танками электрической тяги. Электрический привод имеет самый высокий момент силы при малых оборотах (отсюда стремительный разгон и манёвренность), отсутствие шума, запаха, горячих выхлопных газов, заметных на экранах вражеских тепловизоров, легко может форсировать брод реки и скрытно перемещаться под водой по дну, не нуждается в пожароопасном (при попадании вражеского снаряда) топливе и смазке для ненужных, в этом случае, коробки передач с трансмиссией. Электротанк может эффективно использоваться в тоннелях, в которых отсутствует или нарушена вентиляция, при сильном задымлении и пыльности.
В 2019 году Корпус морской пехоты США отказался от танков (танки в армии США эти изменения не затронули). Подобные же вопросы обсуждаются в Министерстве обороны Великобритании, однако уже в 2023 году британский министр обороны Бен Уоллес заявил (по итогам боёв на Украине), что Лондону следует вкладываться в танки, а не инвестировать в наращивание численности войск.

### Сноски
1. ↑  О многочисленных попытках развития колесных танков, см. статьи: Колёсный танк, Колёсно-гусеничные танки
2. ↑  В уникальном безбашенном шведском танке Strv-103 для наведения пушки используется наклон корпуса регулируемой гидропневматической подвеской и поворот. На первых танках пушки устанавливались в спонсонах по бортам корпуса.